# Agent de nettoyage

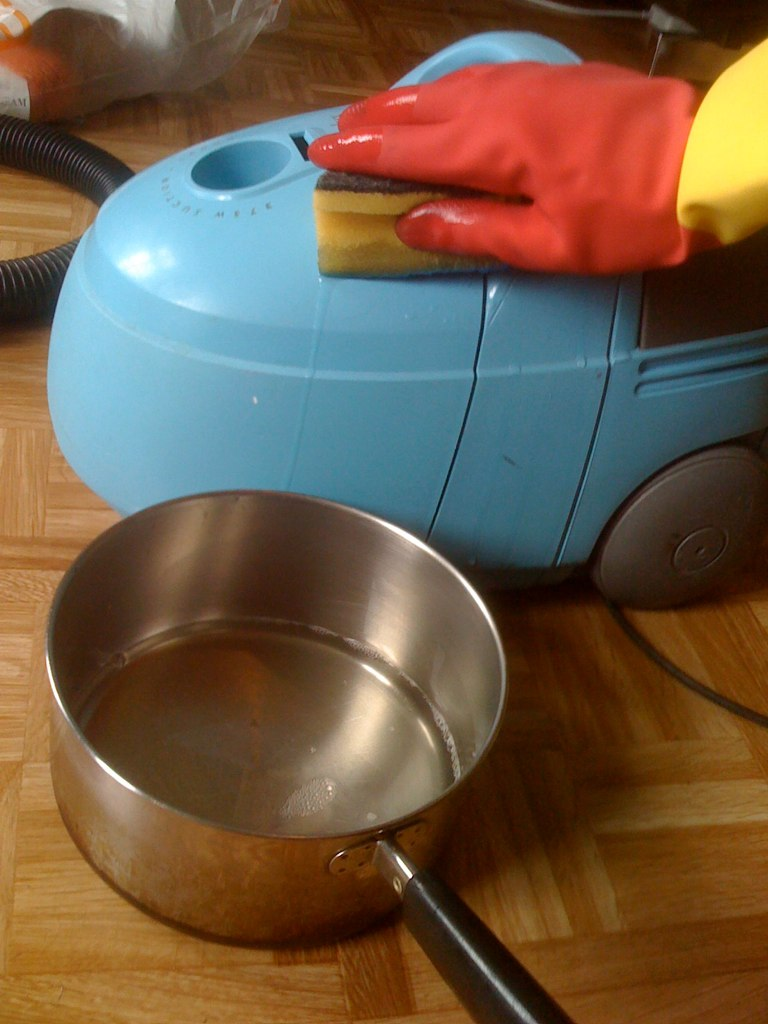
Utiliser un mélange de vinaigre acide et de savon pour nettoyer une surface en plastique

Les agents de nettoyage ou les nettoyants pour surfaces dures sont des substances (généralement des liquides, des poudres, des aérosols ou des granulés) utilisés pour éliminer la saleté, y compris la poussière, les taches, les mauvaises odeurs et l'encombrement des surfaces. Les agents de nettoyage contribuent à la santé, la beauté, l'élimination des odeurs désagréables et la prévention de la propagation de la saleté et des contaminants sur soi et sur les autres. Certains agents de nettoyage peuvent à la fois tuer les bactéries (telles que les bactéries des poignées de porte, ainsi que les bactéries présentes sur les plans de travail et autres surfaces métalliques) et nettoyer. D'autres agents, appelés dégraissants, contiennent des solvants organiques permettant de dissoudre les huiles et les graisses

## Agents chimiques

### Acide
Les agents de nettoyage acides sont principalement utilisés pour éliminer les dépôts inorganiques tels que le tartre. Les principes actifs sont normalement des acides minéraux forts et des chélateurs. Souvent, des tensioactifs et des inhibiteurs de corrosion sont ajoutés à l'acide.
L'acide chlorhydrique est un acide minéral courant, habituellement utilisé pour le béton. Le vinaigre peut également être utilisé pour  nettoyer les surfaces dures et éliminer les dépôts de calcium, ce qui permet de maintenir notre environnement exempt de bactéries. L'acide sulfurique est utilisé dans les déboucheurs acides afin de dégager les canalisations bouchées grâce à un principe de dissolution des graisses, des protéines et même des substances contenant des glucides comme le papier hygiénique.

### Alcalin
Les nettoyants alcalins contiennent des bases fortes comme l'hydroxyde de sodium ou encore l'hydroxyde de potassium. L'eau de Javel (pH=12) et l'ammoniac (pH=11) sont des agents de nettoyage alcalins couramment utilisés. Souvent, des dispersants sont ajoutés à l'agent alcalin dans le but d'empêcher que la saleté dissoute se dépose à nouveau, de même que des chélateurs qui vont alors attaquer la rouille.
Les nettoyants alcalins peuvent dissoudre les graisses, les huiles et les substances à base de protéines.

### Neutre
Les agents de lavage dits « neutres » possèdent un pH neutre et sont composés de tensioactifs non ioniques capables de disperser différents types.

## Agents abrasifs
Les agents abrasifs sont des mélanges de produits chimiques de nettoyage usuels (tensioactifs, adoucisseurs d'eau) ainsi que de poudres abrasives. La poudre abrasive doit avoir une granulométrie uniforme.
Les particules ont généralement un diamètre inférieur à 0,05 mm. La pierre ponce, le carbonate de calcium (calcaire, craie, dolomie), la kaolinite, le quartz, la stéatite ou le talc sont souvent utilisés comme abrasifs, c'est-à-dire comme agents de polissage.
Certaines poudres décolorantes contiennent des composés qui libèrent de l'hypochlorite de sodium, l'agent de blanchiment domestique classique. Ces agents précurseurs incluent l'acide trichloroisocyanurique et des mélanges d'hypochlorite de sodium (« orthophosphate chloré »).
Des exemples de produits notables incluent Ajax et Vim.  